# Suifenhe
Suifenhe (Chinees: 绥芬河) is een stad en grensplaats in de provincie Heilongjiang in het noordoosten van China. De stad had in 2020 meer dan 114.000 inwoners en ligt in de prefectuur Mudanjiang. De stad is opgericht op de plaats waar de Binsuispoorlijn, de historische Trans-Mantsjoerische spoorlijn de Russische grens oversteekt naar Pogranitsjny in de Kraj Primorje.  De stad deelt zijn naam met de Chinees-Russische rivier Suífēn Hé die door de stad stroomt en uitmondt in de Amoerbaai.
Suifenhe en de omliggende grensgebieden waren het toneel van wrede gevechten toen de Sovjet-Unie met Operatie Augustusstorm in augustus 1945 het door Japan bezette Mantsjoekwo binnenviel. In januari 2014 werd Suifenhe de enige Chinese stad waar handel met de Russische roebel officieel is toegestaan.
De snelweg G10 Suifenhe-Manzhouli en de Chinese Nationale Weg 301, die beiden eindigen in Suifenhe, zijn via een grensovergang over de weg verbonden met een Russische snelweg, richting Pogranitsjny. Suifenhe Dongning Airport is geopend op 28 december 2024.